# Perlengewicht
Das Perlengewicht legt die Größe von Zucht- und Naturperlen fest und stellt die Unterschiede für den Handel dar. Heute sind verschiedene Gewichtssysteme wie Karat, Kan, Chego und Mangalin bekannt.

## Abas
Das Abas war ein Perlengewicht in Persien.  Es galt:
- 1 Abas = 3 4/5 As = ⅞ Karat (preuß.)
- 1 Abas = 0,1458 Gramm = 3 1/30 Aß (holländ.)[1]

## Calanchi
Das alte Perlengewicht Calanchi wurde in der französisch verwalteten Stadt Pondichery in Ostindien verwendet. Es galt:
- 1 Calanchi = 20 Machadis = 0,14 Gramm

## Chego
Chego war ein Gewicht für Perlen auf der von Portugal verwalteten indischen Insel Goa und mit dem Karat vergleichbar. Perlen wurden in den portugiesischen Überseebesitzungen nach den dortigen Maßen aufgekauft, aber nach dem Chego verkauft.
- 1 Chego = 5 Grän (engl.) (etwa 0,324 Gramm)

Es galt:
- 5 (4[4]) Chegos = 1 Karat
- 12 Karat = 100 Chegos

Das Maß folgte keiner Regel beim Gleichsetzen mit dem Karat und war nicht linear, denn 24 Karat entsprachen 400 Chegos. Es gab für jede Karatanzahl einen Wert. Auswahl einiger Werte zum Vergleich:
| 5 Chegos = 1 Karat    | 8 Chegos = 2 Karat       | 11 1/2 Chegos = 3 Karat |
| 16 Chegos = 4 Karat   | 21 Chegos = 5 Karat      | 27 Chegos = 6 Karat     |
| 34 Chegos = 7 Karat   | 44 Chegos = 8 Karat      | 56 Chegos = 9 Karat     |
| 69 Chegos = 10 Karat  | 84 Chegos = 11 Karat     | 100 Chegos = 12 Karat   |
| 225 Chegos = 18 Karat | 400 Chegos = 24 Karat    | 900 Chegos = 36 Karat   |
| 625 Chegos = 30 Karat | 1111 ¼ Chegos = 40 Karat |                         |

## Chouw
Für das alte Perlenmaß in Surate, der ehemaligen Distriktshauptstadt in der britisch-indischen Präsidentschaft Bombay, galt:
- 1 Chouw = 1 3/5 Anna = 7/123 Karat= ¼ Aß (holländ.)
- 1 Retty = 13 ¼ Chouw
- 1 Tang = 330 Chouw
- 1 Tang = 24 Ruttees = 96 Quarters = 384 Anna = 4,6655 Gramm
- 1 Tang = 24 Rutters = 480 Vassas = 30,32575 Gramm[8]

## Mangelin
Auch mit dem Mangelin wurde als altes Perlengewicht gerechnet. Das Gewicht betrug in Madras, einer ehemaligen Provinz Britisch-Indiens 0,3888 Gramm. Andere Quellen legen den Wert auf 0,349 Gramm fest.

## Metekal
Das Metekal ist unter verschiedenen Namen bekannt, u. a. Mitigal und Mitikal.
In Algerien galt:
- 1 Metekal = 97 Aß (holländ.)

In Syrien und Tripolis galt:
- 1 Metekal = 99 2/5 Aß (holländ.)

## Onca
Das Onca war ein kastilisches Juwelen- und Perlengewicht und war folgendermaßen festgelegt:
- 1 Onca = 140 Quilates = 560 Granos = 27,96 Gramm

## Quilat
Das Perlengewicht Quilat war in Portugal (1 Quilat = 4 Granos = 0,20583 Gramm) und in Spanien (1 Quilat = 0,1997 Gramm) im Gebrauch.